# أروج قشلاق مراد
أروج قشلاق مراد هي قرية في مقاطعة بارس أباد، إيران. عدد سكان هذه القرية هو 154 في سنة 2006.